# Juifs berbères
Les Juifs berbères ou Berbères juifs (en berbère : ⵓⴷⴰⵢⵏ ⵉⵎⴰⵣⵉⵖⵏ, Udayen imaziɣen ou ⵉⵎⴰⵣⵉⵖⵏ ⵓⴷⴰⵢⵏ, Imaziɣen udayen) sont les communautés juives du Maghreb qui historiquement parlaient les langues berbères et/ou sont d'origine berbère. Entre 1950 et 1970, la plupart ont émigré en France, en Israël et aux États-Unis.

## Histoire

### Antiquité
Des Juifs se sont installés en Afrique du Nord depuis l'époque romaine, et une communauté juive existait dans la province romaine d'Afrique, qui est la Tunisie moderne. Le terme « Ifriqiya » désignait la région que nous connaissons aujourd'hui en tant que Tunisie.
L'admission du judaïsme comme religion par les Berbères, et son adoption par un certain nombre de tribus, a pu prendre du temps. L'historien français Eugène Albertini date la judaïsation de certaines tribus berbères, et leur expansion de Tripolitaine, aux oasis du Sahara, à la fin du ier siècle. Marcel Simon, pour sa part, situe dans la première guerre judéo-romaine le premier contact entre les Berbères de l'Ouest et le judaïsme. Les historiens pensent, d'après les écrits d'Ibn Khaldoun et d'autres témoignages, que certaines des anciennes tribus berbères judaïques ont adopté plus tard le christianisme et ensuite l'islam, et on ne sait pas si elles font partie des ancêtres juifs berbérophones contemporains.

### Période musulmane

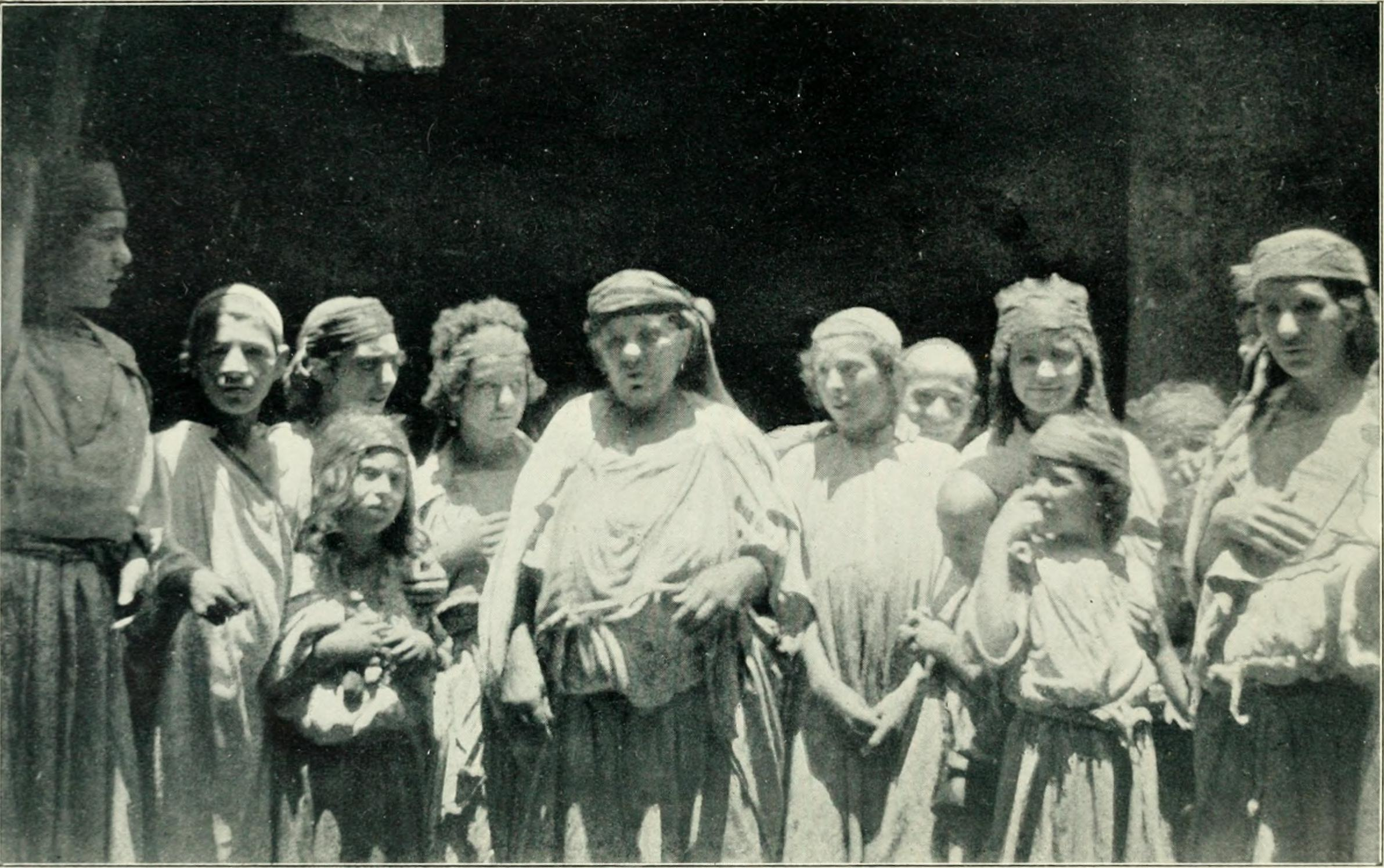
« Justice inique et cruelle » pour les Juifs de l'Atlas, dit un ouvrage de 1905

Outre les anciennes colonies de Juifs dans les montagnes de l'Atlas et les terres berbères intérieures du Maroc, de fortes persécutions périodiques par les Berbères musulmans almohades ont probablement augmenté la présence juive là-bas. Cette hypothèse est renforcée par les changements politiques qui se sont produits à Fès, Meknès et Taza (effondrement du  royaume Wattassides) à la fin du XVe siècle, et qui auraient amené une autre vague de Juifs, parmi lesquels des familles d'origine juive espagnole comme les Peretz, et cette vague aurait même atteint le Sahara, avec Figuig et Errachidia au Maroc.
Selon l'historien arabe Ibn Khaldoun, la cheffe militaire berbère, Dihya connue auparavant sous le nom « Kahina » (prophétesse), ainsi que sa tribu d'origine, les Djeraouas, seraient des Berbères de confession juive. Néanmoins, d'autres sources la prétendent païenne ou chrétienne. Elle aurait soulevé les Berbères dans les Aurès, dans les contreforts orientaux des montagnes de l'Atlas dans l'Algérie moderne, afin de monter une dernière résistance, bien qu'infructueuse, au général omeyyade Hassan Ibn Numan. Une ancienne complainte juive de Constantine dans l'Algérie d'aujourd'hui fait référence à une reine nommée « Kahina », désignée précisément comme une personne qui fut cruelle envers les Juifs,,.

### Après la guerre israélo-arabe
Après la guerre israélo-arabe de 1948, les tensions entre les communautés autochtones musulmanes et juives se sont intensifiées, avec une intensité particulière lors des pogroms d'Oujda et Jerada. Certains juifs ont choisi de partir en raison de ces tensions accrues.
Pour ce qui est de l'histoire des juifs en Algérie, les conséquences de la colonisation et de l'administration différente des juifs en Algérie ont mené à une fracture au sein de la société algérienne autochtone entre les musulmans et les juifs. Toutefois, les travaux des historiens ayant recensé plusieurs siècles de témoignages sur la vie des Juifs au Maghreb montrent que cette fracture était déjà existante bien avant la colonisation.
Aujourd'hui, la communauté juive berbère indigène n'existe presque plus au Maroc. La population juive marocaine compte environ 2 000 personnes, la plupart résidant à Casablanca, dont certaines pourraient encore être berbères.

## Origines
Concernant leur origine, certains pensent que la majorité sont des Berbères (et donc autochtones) convertis au judaïsme à la suite du contact avec les premiers juifs arrivés en Afrique du Nord, tandis que d'autres pensent que la majorité sont d'origine judéenne.
Dans le passé, il aurait été très difficile de savoir si ces clans juifs berbères étaient à la base d'origine israélite, et s'étaient assimilés aux Berbères par la langue et certaines habitudes culturelles, ou s'ils étaient des Berbères autochtones qui, au cours des siècles, étaient devenus juifs via la conversion, par le contact avec les migrants juifs. La deuxième théorie a été développée principalement dans la première moitié du XXe siècle, dans le cadre de la quête des autorités coloniales françaises pour découvrir, et souligner les coutumes pré-islamiques parmi la population berbéro-musulmane, puisque ces coutumes et modes de vie étaient considérés comme plus sensibles et assimilables au mode de vie français, légitimant la politique selon laquelle les Berbères seraient régis par leur propre loi « coutumière » plutôt que par la loi islamique.
D'autres chercheurs tels qu'André Goldenberg et Simon Lévy ont également favorisé cette hypothèse.
Franz Boas a écrit en 1923, qu'une comparaison des Juifs d'Afrique du Nord avec ceux de l'Europe occidentale et ceux de la Russie « montre très clairement que dans chaque cas nous avons une assimilation marquée entre les Juifs et les peuples parmi lesquels ils vivent » et que « les Juifs d'Afrique du Nord sont, en traits essentiels, des Nord-Africains ».
Haim Hirschberg, un important historien de la communauté juive nord-africaine, a remis en question la théorie de la judaïsation massive des Berbères dans un article intitulé « Le problème des Berbères judaïsés ». Un des points soulevés par Hirschberg dans son article était que Ibn Khaldoun, la source de la théorie des Berbères judaïsés, écrivait seulement que peu de tribus « auraient » pu être judaïsées dans les temps anciens et affirmait qu'à l'époque romaine, les mêmes tribus étaient christianisées.

### Génétique
Une étude 2008 sur l'ADN mitochondrial (transmis de la mère aux enfants) met en doute la théorie d'une judaïsation massive de la population berbère. L'étude réalisée par Doron M. Behar et al. qui ont analysé de petits échantillons de Juifs d'Afrique du Nord (83, en Libye, 149, au Maroc, 37, en Tunisie) indique que les Juifs d'Afrique du Nord manquent des haplogroupes Hg M1 et U6, qui sont typiques d'Afrique du Nord. Ainsi, selon les auteurs, l'absence de chromosomes U6 et M1 chez les Nord-Africains rend improbable la possibilité d'un mélange significatif entre les populations locales arabes et berbères, avec les Juifs.
Des études ultérieures utilisant des ensembles de données plus vastes ont montré que les haplogroupes M1 et U6 sont vraiment portés en de rares occasions par les Juifs d'Afrique du Nord. Par exemple, une étude réalisée en 2010 par Luisa Pereira et al. collecté de nouveaux échantillons génétiques de Juifs du Maroc et de Tunisie et ils ont découvert que les Juifs tunisiens possèdent occasionnellement l'haplogroupe U6a7 et que les Juifs marocains possèdent occasionnellement l'haplogroupe U6a1,. Cela ne signifie pas nécessairement que leurs ancêtres étaient des convertis berbères au lieu, par exemple, de judéens antiques ou d'Espagnols convertis.